# Reclams Liedführer
Der Reclams Liedführer ist  ein handlicher Musikführer, der erstmals 1973 vom Verlag Philipp Reclam jun. in Stuttgart herausgegeben wurde. Er widmet sich dem künstlerischen Solo-Lied und seiner „epischen Schwester“, der Ballade. Der Liedführer ist nach Stilbereichen, Ländern und Komponisten geordnet. Bis zur 5. Auflage (2000) wurde das Werk von Werner Oehlmann verfasst. Die 6. Auflage wurde von Axel Bauni vollständig neu bearbeitet und ist 2008 erschienen. 

## Aufbau/Inhalt
Der Band enthält auf 1.315 Seiten einen Einleitungsteil, den Lexikonteil und einen Anhang. 
Der Einleitungsteil besteht aus dem Vorwort und einer Einleitung. Im Vorwort schreibt Werner Oehlmann u. a.: „Der Liedführer behandelt das solistische Kunstlied von seinen mittelalterlichen Anfängen bis zur Gegenwart. Er will dem Sänger sowie dem Konzert- und Rundfunkhörer einen Überblick über die europäische Liedliteratur verschaffen ...“ 
Der Lexikonteil  ist untergliedert in die Abschnitte „Vom Mittelalter bis zum Ende des Barock“, „Aufklärung und Klassik“, „Romantik“, und „20. Jahrhundert“. Er enthält keine Biografien, wohl aber musikgeschichtliche Einordnungen und  Werkbeschreibungen der Komponisten. Dabei sind die Komponisten chronologisch nach Geburtsjahren angeordnet. Dieser Teil beginnt mit Minnesang und Meistersang (11. Jahrhundert) und schließt im Abschnitt „Liedformen der Gegenwart“  mit Aribert Reimann (1936–2024). 
Jeder Liedkomponist wird mit seinen Liedschöpfungen (Solo-Lieder, Balladen) vorgestellt. So stehen für Franz Schubert etwa 150 Seiten zur Verfügung, für Robert Schumann,   Johannes Brahms,  Hugo Wolf  je über 50. Insgesamt 470 Notenbeispiele erläutern die Texte. 
Der Anhang enthält Literaturangaben, jeweils in alphabetischer Reihenfolge ein Verzeichnis der Liedtitel und Liedanfänge  und der Komponisten und Dichter. Er schließt mit dem Inhaltsverzeichnis.